# ホセ・アラキスタイン
ホセ・アラキスタイン・アリエタ（José Araquistáin Arrieta、1937年3月4日 - ）は、スペイン・アスコイティア出身の元サッカー選手。現役時代ポジションはGK。

## クラブ経歴
1955-56シーズン、レアル・ソシエダからのレンタルで移籍したSDエイバルでプロデビュー。レンタルバック後から2シーズン目の1957-58シーズンにソシエダでレギュラーの座に定着すると、在籍5シーズンでリーグ戦106試合に出場した。
1961年、レアル・マドリードに移籍した。加入1シーズン目はリーグ戦25試合に出場し、サモラ賞を受賞したが、その後は出場機会が減少していった。それでもクラブに在籍し続け、第2GKの立ち位置でクラブに7シーズン所属した。レアル・マドリード退団以降はエルチェCFやCDカステリョンに短期間在籍して現役を引退した。

## 代表経歴
1960年7月17日、チリ代表との親善試合でスペイン代表デビューを果たした。また、翌年の1962 FIFAワールドカップにもスペイン代表として出場し、グループステージ最終戦のブラジル代表戦に出場した。

## タイトル

### クラブ
レアル・マドリード
- ラ・リーガ : 6回 (1961-62, 1962-63, 1963-64, 1964-65, 1966-67, 1967-68)
- コパ・デル・レイ : 1回 (1961-62)
- UEFAチャンピオンズカップ : 1回 (1965-66)

### 個人
- サモラ賞 : 1回 (1961-62)